# Effet d'empreinte
L'effet d'empreinte ou effet d'écho magnétique est un phénomène électroacoustique, qui se produit avec les enregistrements sonores effectués sur bande magnétique analogique, et selon lequel le son d'un partie de l'enregistrement se transfert sur une autre partie de l'enregistrement. Ce phénomène, qui se produit au vieillissement des bandes audios, est généralement considéré comme indésirable.